# Elie Hobeika
Elie Hobeika (Kleiat, 22 de septiembre de 1956- Beirut, 24 de enero de 2002) fue un militar y político del Líbano. Está considerado uno de los organizadores y ejecutores de la Masacre de Sabra y Chatila, y murió tras un atentado con coche bomba en el suburbio beirutí de Hazmieh.

## Biografía
Hobeika nació en Kleiat, Líbano. Según el diario The Guardian, fue profundamente influenciado por el asesinato de gran parte de su familia y de su prometida por milicianos palestinos durante la masacre de Damour, en 1976. En 1978, al finalizar sus estudios, trabajó para el Banco do Brasil. En ese momento ya estaba involucrado en el partido Falanges Libanesas. Después de trasladarse a Damasco a continuar sus estudios, se casó con Gina Raymond Nachaty en 1981, y tuvieron un hijo, Joseph.

### Sabra y Chatila
En plena guerra civil libanesa, el líder de las Falanges, Bachir Gemayel, fue proclamado presidente del Líbano el 23 de agosto de 1982, pero el 14 de septiembre siguiente fue asesinado por un terrorista relacionado por el FBI con Siria. Dos días después, milicianos de las Fuerzas Libanesas al mando de Hobeika perpetraron como venganza la Masacre de Sabra y Chatila. Fuerzas israelíes rodearon los campamentos de refugiados palestinos mientras los falangistas asesinaron a un número indeterminado (entre 350 y 3.500) de palestinos.
En mayo de 1985, fue nombrado comandante en jefe de las Fuerzas Libanesas. Después de las masacres, Hobeika comenzó una paulatina aproximación al régimen sirio, que le llevó a firmar el Acuerdo Tripartito de diciembre de 1985 con los chiíes y el Partido Socialista del Progreso. Este pacto y su enemistad con Samir Geagea les llevó a una guerra interna que finalizó con Geagea como líder del grupo paramilitar y Hobeika exiliado primero en París y luego en Damasco.

### Carrera ministerial
Al final de la guerra civil libanesa, a finales de 1990, Hobeika comenzó su carrera ministerial como ministro de Estado en el gobierno de Omar Karami. En 1992, en el equipo de Rashid Solh, fue ministro de Estado para los desplazados. Más tarde fue nombrado ministro de Estado de Asuntos Sociales y las personas de movilidad reducida en el gobierno de Rafik Hariri a finales de 1992 (reemplazado por Chahé Barsoumian en 1994) y ministro de Recursos Hídricos y eléctricos, después de la dimisión de Georges Frem en 1993. Permanece en esa posición hasta 1998. Fundó el partido Wa'ad (el laico Partido Democrático Nacional) con el que concurrió a las elecciones generales de 2000.

### Asesinato
En 1999, el ex guardaespaldas de Hobeika, Robert Hatem (alias Cobra), publicó un libro acusando a su antiguo jefe de haber organizado numerosos asesinatos y delitos.
Días antes de su muerte, Hobeika declaró públicamente su intención de declarar contra Ariel Sharón sobre su responsabilidad en la masacre de Sabra y Chatila en un tribunal belga que lo procesó por crímenes de lesa humanidad.
Hobeika murió, junto a su hijo y tres guardaespaldas, por la explosión de un coche bomba a pocos metros de su casa, el 24 de enero de 2002. El periódico francés L'Humanité, citando fuentes libanesas, dijo que Hobeika había afirmado estar en posesión de documentos que desvinculaban a las milicias cristianas de la masacre de Sabra y Shatila de 1982, y que implicaban directamente a Sharon. El presidente libanés Émile Lahoud, sin citar a Israel, hizo implícitamente responsable a Ariel Sharon del asesinato. Según fuentes israelíes, la decisión de eliminar a Hobeika partió de Damasco, ya que para Siria era un elemento demasiado embarazoso. La más clara indicación en ese sentido sería que la investigación sobre su asesinato fue bloqueada por la justicia libanesa bajo control sirio. Sin embargo, desde la salida del país del ejército sirio, la investigación no ha avanzado.
Unos días después de su muerte, la prensa libanesa especuló con la posibilidad de que Hobeika habría grabado sus confesiones sobre lo ocurrido en Sabra y Chatila y las cintas podrían ser utilizadas en el juicio contra Sharon, pero estas grabaciones aún no han aparecido.